# Cavia fulgida
Espèce
Statut de conservation UICN

 LC  : Préoccupation mineure
Le Cobaye luisant (Cavia fulgida) est une espèce de Rongeurs de la famille des Cavidés. C'est un cobaye sauvage, endémique du sud-ouest du Brésil.
L'espèce a été décrite pour la première fois en 1831 par le zoologiste allemand Johann Georg Wagler (1800-1832).